# Jimmy Bower
Jimmy Bower (* 19. září 1968) je americký kytarista a bubeník z New Orleans v Louisianě. Bower je známý pro svou práci se sludge metalovými kapelami Eyehategod, Crowbar, Down a Superjoint Ritual, jako zakládající člen byl u všech 4.

## Diskografie

### Eyehategod
- In the Name of Suffering (1992)
- Take as Needed for Pain (1993)
- Dopesick (1996)
- In These Black Days: Vol.1 (Split s Anal Cunt) (1997)
- Southern Discomfort (2000)
- Confederacy of Ruined Lives (2000)
- 10 Years of Abuse (EP) (2001)
- Preaching the "End-Time" Message (2005)
- Eyehategod (2014)

### Down
- NOLA (1995)
- Down II: A Bustle in Your Hedgerow (2002)
- Down III (2007)
- EP Down IV – Part I. (2012)
- EP Down IV – Part II. (2014)

### Crowbar
- Broken Glass (1996)

### The Mystick Krewe of Clearlight
- The Mystick Krewe of Clearlight (2000)

### Corrosion of Conformity
- Live Volume (2001)

### Superjoint Ritual/Superjoint
- Use Once and Destroy (2002)
- A Lethal Dose of American Hatred (2003)
- Caught Up in the Gears of Application (2016)